# Hrabstwo Isanti

Piramida wieku hrabstwa

Hrabstwo Isanti ze stolicą w Cambridge znajduje się w części stanu Minnesota, USA. Według danych z roku 2005 zamieszkuje je 37 664 mieszkańców, z czego  stanowią biali. Nazwa hrabstwa pochodzi od plemienia Indian Santee, których w dawnych czasach nazywano Izaty.

## Warunki naturalne
Hrabstwo zajmuje obszar 1170 km² (452 mi²), z czego 1137 km² (439 mi²) to lądy, a 33 km² (13 mi²) wody. Graniczy z 6 innymi hrabstwami:
- Hrabstwo Kanabec (północ)
- Hrabstwo Pine (północny wschód)
- Hrabstwo Chisago (wschód)
- Hrabstwo Anoka (południe)
- Hrabstwo Sherburne (południowy zachód)
- Hrabstwo Mille Lacs (północny zachód)

### Główne szlaki drogowe
| - Minnesota State Highway 47 - Minnesota State Highway 65 - Minnesota State Highway 95 | - Minnesota State Highway 107 - Minnesota State Highway 293 |

## Demografia
Według spisu z 2000 roku hrabstwo zamieszkuje 31 287 osób, które tworzą 11 236 gospodarstw domowych oraz 8415 rodzin. Gęstość zaludnienia wynosi 28 osób/km². Na terenie hrabstwa jest 12 062 budynków mieszkalnych o częstości występowania wynoszącej 11 budynków/km². Hrabstwo zamieszkuje 97,65% ludności białej, 0,26% ludności czarnej, 0,58% rdzennych mieszkańców Ameryki, 0,38% Azjatów, 0,02% mieszkańców Pacyfiku, 0,17% ludności innej rasy oraz 0,94% ludności wywodzącej się z dwóch lub więcej ras, 0,83% ludności to Hiszpanie, Latynosi lub inni. Pochodzenia niemieckiego jest 30,3% mieszkańców, 21,3% szwedzkiego, 12,7% norweskiego, a 5,1% irlandzkiego.
W hrabstwie znajduje się 11 236 gospodarstw domowych, w których 38,1% stanowią dzieci poniżej 18. roku życia mieszkający z rodzicami, 62,1% małżeństwa mieszkające wspólnie, 8,4% stanowią samotne matki oraz 25,1% to osoby nie posiadające rodziny. 20,1% wszystkich gospodarstw domowych składa się z jednej osoby oraz 8,2% żyję samotnie i jest powyżej 65. roku życia. Średnia wielkość gospodarstwa domowego wynosi 2,74 osoby, a rodziny 3,15 osoby.
Przedział wiekowy populacji hrabstwa kształtuje się następująco: 28,7% osób poniżej 18. roku życia, 7,8% pomiędzy 18. a 24. rokiem życia, 30,2% pomiędzy 25. a 44. rokiem życia, 22,2% pomiędzy 45. a 64. rokiem życia oraz 10,8% osób powyżej 65. roku życia. Średni wiek populacji wynosi 36 lat. Na każde 100 kobiet przypada 100,5 mężczyzn. Na każde 100 kobiet powyżej 18. roku życia przypada 98,8 mężczyzn.
Średni dochód dla gospodarstwa domowego wynosi 50 127 dolarów, a średni dochód dla rodziny wynosi 55 996 dolarów. Mężczyźni osiągają średni dochód w wysokości 39 381 dolarów, a kobiety 26 427 dolarów. Średni dochód na osobę w hrabstwie wynosi 20 348 dolarów. Około 4% rodzin oraz 5,7% ludności żyje poniżej minimum socjalnego, z tego 5,7% poniżej 18 roku życia oraz 8,6% powyżej 65. roku życia.

## Miasta
- Braham
- Cambridge
- Isanti
- Stanchfield